# Caisse d’Epargne de Nyon
Die Caisse d’Epargne de Nyon société coopérative ist eine in Nyon und Umgebung verankerte, 1828 gegründete Schweizer Regionalbank.
Ihr Tätigkeitsgebiet liegt im Retail Banking, im Hypothekargeschäft und im Bankgeschäft mit kleinen und mittleren Unternehmen. Die in Form einer Genossenschaft organisierte Bank beschäftigt elf Mitarbeiter und hatte per Ende 2008 eine Bilanzsumme von 242,1 Millionen Schweizer Franken.